# کامبوج ایرلاینز
کامبوج ایرلاینز (به انگلیسی: Cambodia Airlines) یک شرکت هواپیمایی با کد یاتا Y6 است که در تاریخ ۱۹۹۷ میلادی تأسیس شده است. دفتر مرکزی کامبوج ایرلاینز در پنوم‌پن، کامبوج واقع شده‌است و قطب این شرکت هواپیمایی در فرودگاه بین‌المللی پنوم‌پن قرار دارد و به ۳ مقصد، پرواز مستقیم انجام می‌دهد.